# Festivaletteratura
El Festivaletteratura és un festival literari creat l'any 1997 que se celebra els primers dies de setembre a Màntua, durant el qual se succeeixen trobades amb autors, lectures, espectacles, concerts i instal·lacions artístiques.

## Història
Els organitzadors es van inspirar en iniciatives similars existents en països anglosaxons com el de Hay-on-Wye de Gal·les.
L'esdeveniment ha anat creixent durant les diferents edicions, tant en nombre d'actes com en públic assistent: de les 15.000 entrades dels 105 actes de la primera edició de 1997, fins a les 122.500 entrades de l'edició de 2019.
El Festivaletteratura comença el dimecres, amb la inauguració en presència de les autoritats i el comitè organitzador, i finalitza el diumenge següent, amb l'acte final a la Piazza Castello.